# Acollesis oxychora
Acollesis oxychora är en fjärilsart som beskrevs av Louis Beethoven Prout 1930. Acollesis oxychora ingår i släktet Acollesis och familjen mätare. Inga underarter finns listade i Catalogue of Life.